# Boiga forsteni
Boiga forsteni е вид змия от семейство Смокообразни (Colubridae). Видът не е застрашен от изчезване.

## Разпространение и местообитание
Разпространен е в Индия, Непал и Шри Ланка.
Обитава гористи местности, планини, долини и храсталаци.

## Описание
Популацията на вида е стабилна.